# Robert Kennicutt
Robert Charles Kennicutt est un astrophysicien américain né le 4 septembre 1951 à Baltimore. Il est professeur plumien à l'université de Cambridge et rédacteur en chef de l'Astrophysical Journal. Ses thèmes de recherche incluent la structure et l'évolution des galaxies et la formation d'étoiles dans les galaxies.
Il a reçu son Bachelor of Science en physique du Rensselaer Polytechnic Institute en 1973 et son Master of Science de l'université de Washington en 1976 ainsi que son Ph.D. en 1978.
Robert Kennicutt a contribué à élaborer la loi de Schmidt-Kennicutt qui établit un lien entre le taux de formation d'étoiles et la densité de gaz dans une région donnée d'une galaxie.